# Bruille-Saint-Amand
Bruille-Saint-Amand – miejscowość i gmina we Francji, w regionie Hauts-de-France, w departamencie Nord.
Według danych na rok 1990 gminę zamieszkiwały 1473 osoby, a gęstość zaludnienia wynosiła 187 osób/km² (wśród 1549 gmin regionu Nord-Pas-de-Calais Bruille-Saint-Amand plasuje się na 445. miejscu pod względem liczby ludności, natomiast pod względem powierzchni na miejscu 457.).